# Oude Sint-Michaëlkerk (Alken)
De Oude Sint-Michaëlkerk (Duits: Alte St. Michaelskirche), ook bekend onder de naam Michaëlskapel (Michaelskapelle) is een katholiek kerkgebouw in Alken aan de Moezel in de Landkreis Mayen-Koblenz in Rijnland-Palts. Sinds 1980 draagt de Michaëlbroederschap zorg voor de kerk. De broederschap neemt de taak op om de kerk te onderhouden en te restaureren. Jaarlijks bezoeken duizenden toeristen de kerk, die echter niet altijd geopend is. 

## Geschiedenis

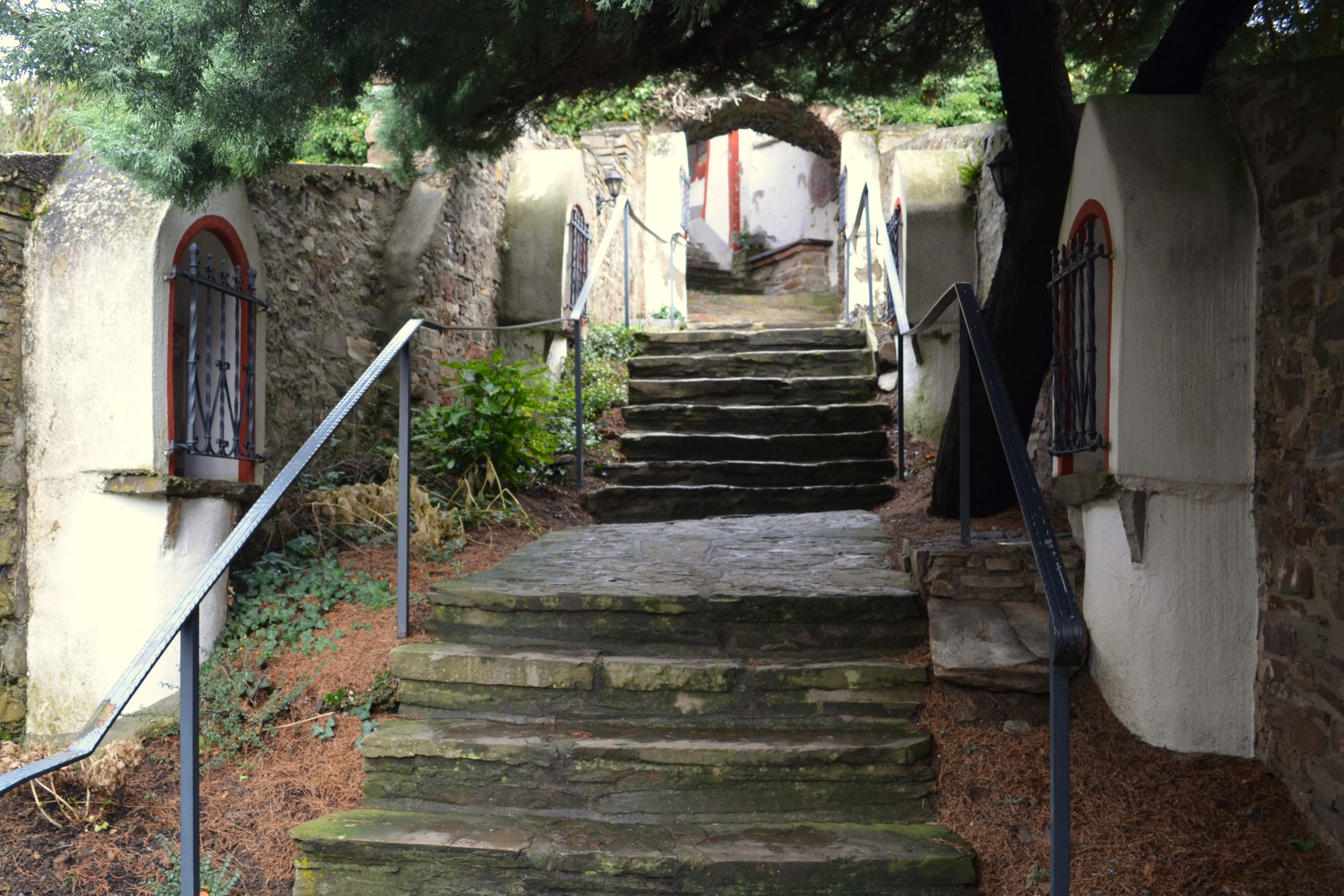
Trap naar de kerk

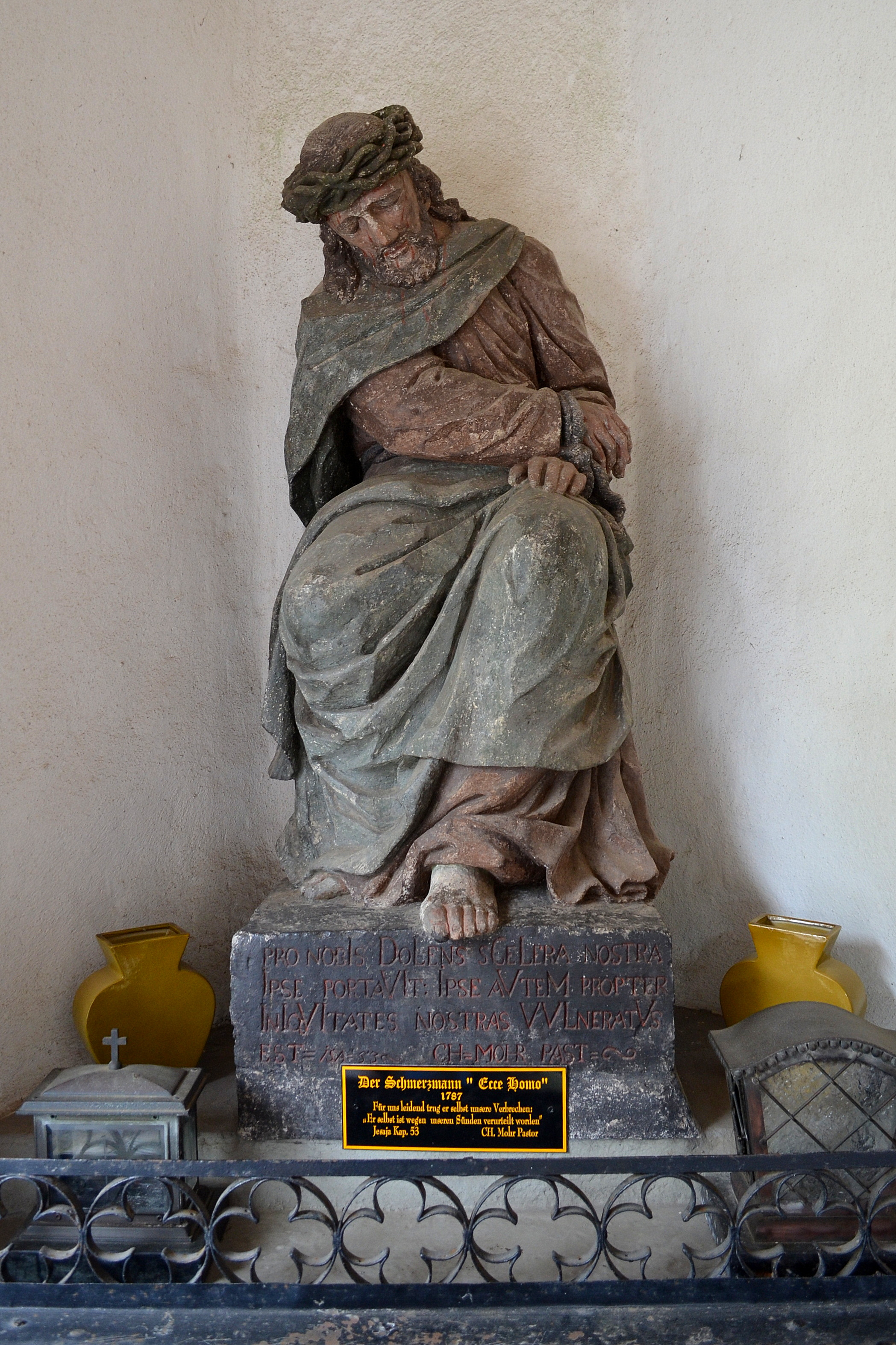
Man van Smarten

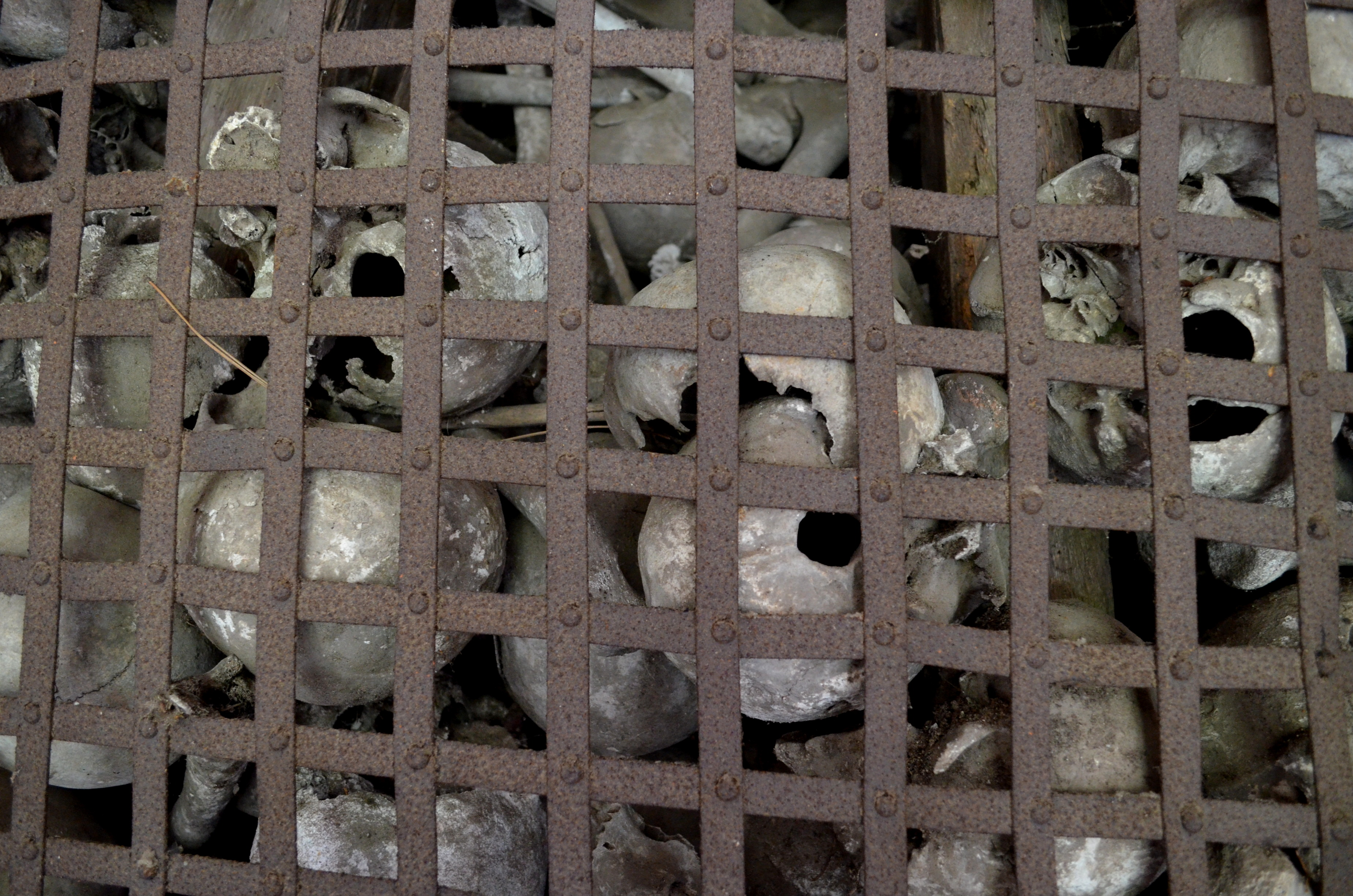
Knekelhuis

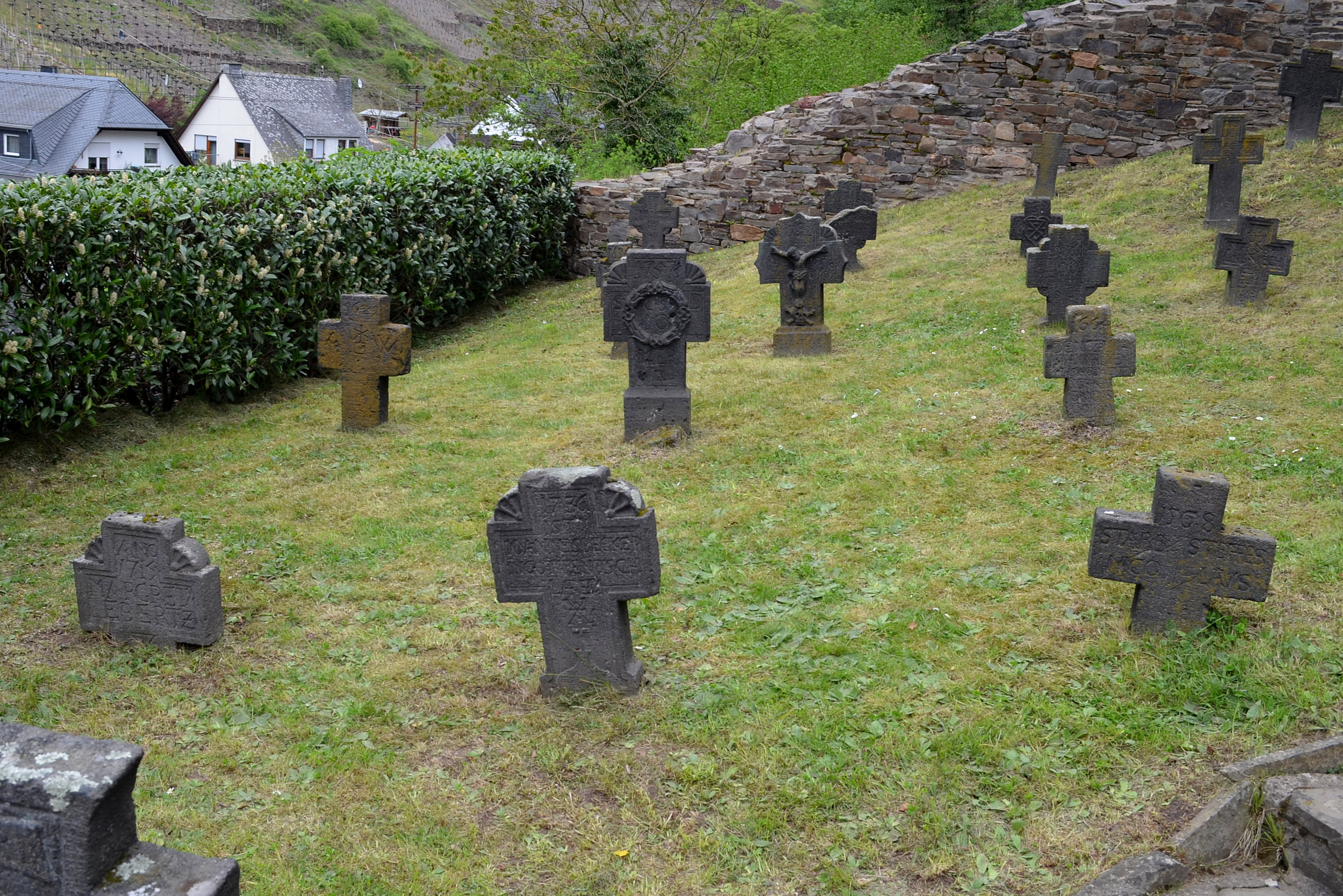
Kerkhof

De aan de aartsengel Michaël gewijde kerk behoort tot de oudste kerken van het Moezelgebied. Exacte jaartallen over de bouw zijn onbekend, maar de kerk wordt al in een schenkingsdocument uit 1015 genoemd. Ook komt de kerk voor in een aflaatdocument uit 1296, dat door 12 Romeinse prelaten werd ondertekend en verzegeld. Bij de ingang van de kerk is er een afbeelding van te zien met daarbij een Duitse vertaling. 
De kerk werd gebouwd in een dal met weinig uitbreidingsmogelijkheden. Daarom werd in het kerkschip een in fasen gebouwde galerij opgericht. De laatste vergroting vond volgens het jaartal in de balk plaats in 1622 door de toevoeging van de zuidelijke galerij.
Tot de voltooiing van de nieuwe kerk in 1849 bleef de Michaëlkerk de parochiekerk van Alken. Daarna werd de kerk verlaten, maar niet afgebroken. In 1898 werd begonnen met renovatiewerkzaamheden. Latere maatregelen ter behoud van de kerk volgden in 1928. Toen werden o.a. de fresco's van de kerk weer blootgelegd. Na een langere periode van herstelwerk vond op 28 mei 1935 voor het eerst sinds lange tijd weer een eredienst plaats in de Michaëlkerk.
Tegenwoordig wordt hier elke maand een mis gevierd. Ook is de kerk intussen een populaire plaats geworden voor het sluiten van een huwelijk.

## Kruisweg
Naar de kerk voert een steile schilderachtige trap langs veertien kruiswegstaties. Aan het einde van de trap staat rechts achter een gietijzeren hek een piëta uit 1686. Een groot beeld van Ecce Homo uit 1787 de kruisweg af. Daarnaast werd in 1648 vanaf de Michaëlskerk ook een kruisweg langs een steil voetpad aangelegd naar de bedevaartskerk op de Bleidenberg.

## Knekelhuis
Onder het vesperbeeld bevindt zich de noordelijke opening van het knekelhuis. Door een gietijzeren hek ziet men de schedels en botten opeengestapeld. Aan de zuidelijke kant van het gebouw heeft men door de andere opening een betere doorkijk in het knekelhuis. Het kleine kerkhof van de kerk moest vroeger wegens ruimtegebrek regelmatig worden geruimd. De opgegraven resten werden dan in het knekelhuis geborgen. Uit een onderzoek van het Antropologisch Instituut van de Universiteit van Mainz in de jaren 1970 is gebleken dat de oudste resten uit het begin van de 14e eeuw stammen. Van de 151 onderzochte gebeenten konden in 126 gevallen de bloedgroepen nog worden vastgesteld. 
Op het kerkhof bevinden zich nog een aantal oude grafkruisen van basalt. De oudste kruisen dragen het jaartal 1557. Veel kruisen werden uit kostenbesparing aan beide kanten beschreven. Er zijn ook kruisen die geen naam, maar slechts een huismerk dragen. Voor welke families deze sibbetekens stonden werd op een tafel in de sacristie bijgehouden.

## Interieur
De fresco's in het gewelf van het koor dateren uit 1350. Het stelt het Jongste Gericht voor. Naast Christus als tronende Rechter staan de Moeder Gods en Johannes de Doper afgebeeld. Onder deze voorstelling zijn op de boog de doden te zien die uit hun kisten opstaan. Links laat Petrus de geredde zielen onder aanvoering van een bisschop de hemelpoort in, rechts drijft een engel met het zwaard de verdoemden naar de krochten van de hel. In de overige gewelfkappen werden de twaalf niet alle meer herkenbare apostelen afgebeeld. Achter het altaar is nog een fresco van de aartsengel Michaël te zien. Rechts daarvan bevindt zich nog een fresco, dat waarschijnlijk Maria met het kind Jezus voorstelt. In het kerkschip zijn veel meer fresco's, die rond 1450 werden aangebracht maar in de 17e eeuw werden overgeschilderd. De zuidelijke muur was ooit beschilderd met voorstellingen uit de lijdensgeschiedenis van Jezus en de noordelijke muur met afbeeldingen van de tien plagen. Er zijn recente pogingen gedaan om de fresco's bloot te leggen, zodat tegenwoordig ook daar resten van te zien zijn.
Het barokke altaar van de Michaëlkerk staat sinds 1882 in de nieuwe parochiekerk als rechter zijaltaar. Sinds 5 oktober 1987 staat hier een nieuw vleugelaltaar dat in Zuid-Tirol werd gesneden. In de bovenste nis van de koormuur bevindt zich een beeld van de Moeder Gods met Kind die op de kop van een slang staat. Daaronder hangt een kopie van een schilderij van Lucas Cranach de Oudere. Er tegenover, op de rechter zijmuur, hangt een schilderij uit 1662 dat geschonken werd door de graaf Van Wiltberg. Het toont de kroning van Maria met daaronder de graaf, zijn vrouw en dertien kinderen. Aan de koorboog zijn nog twee beelden van de Heilige Maagd aangebracht, links een tronende Madonna, rechts een Moeder der Smarten.
Het rechter zijaltaar bij het doopvont werd eveneens in Zuid-Tirol gemaakt. Het heeft deels betrekking op de Moezel en toont links Nicolaas (patroon van de scheepslieden), rechts Urbanus (patroonheilige van de wijnboeren) en het centrale deel de heiligen Marcus, Mattias en Stefanus. Het barokke linker zijaltaar is gewijd aan de patroonheilige van de kerk en dateert uit 1622. Vroeger stond hier het Maria-altaar dat gesierd werd met het forse beeld van de Heilige Maagd dat tegenwoordig tegen de rechter zijmuur staat opgesteld. In 1571 werd het altaar verwijderd om ruimte te maken voor het epitaaf van graaf Hendrik van Wiltberg. Dit epitaaf werd echter in 1883 verkocht aan het huidige Landesmuseum te Bonn, waar het zich ook nu nog bevindt. 
In het kerkschip staan nog drie andere altaren opgesteld: een passiealtaar, een heiligenaltaar en een Maria-altaar. Voorts zijn er in de kerk nog meerdere schilderijen te bezichtigen. 
Uit de tijd toen Alken een zelfstandige parochie werd (1616) dateert het oude doopvont in de torennis.
De sacristie herbergt een kleine schatkamer met oude paramenten, kelken, relieken, oude zegels, een missaal en andere oude voorwerpen.  

## Afbeeldingen

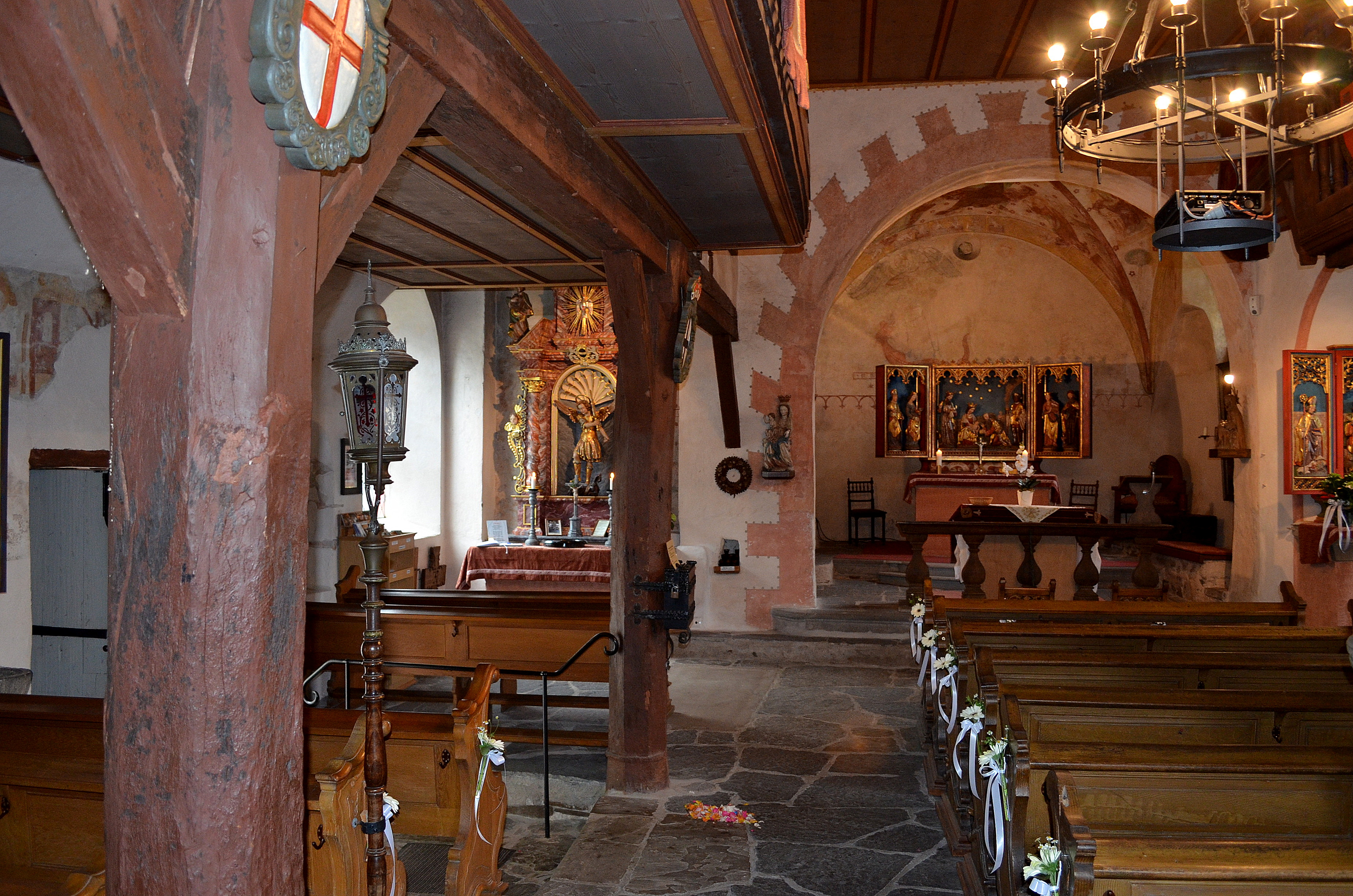
Interieur
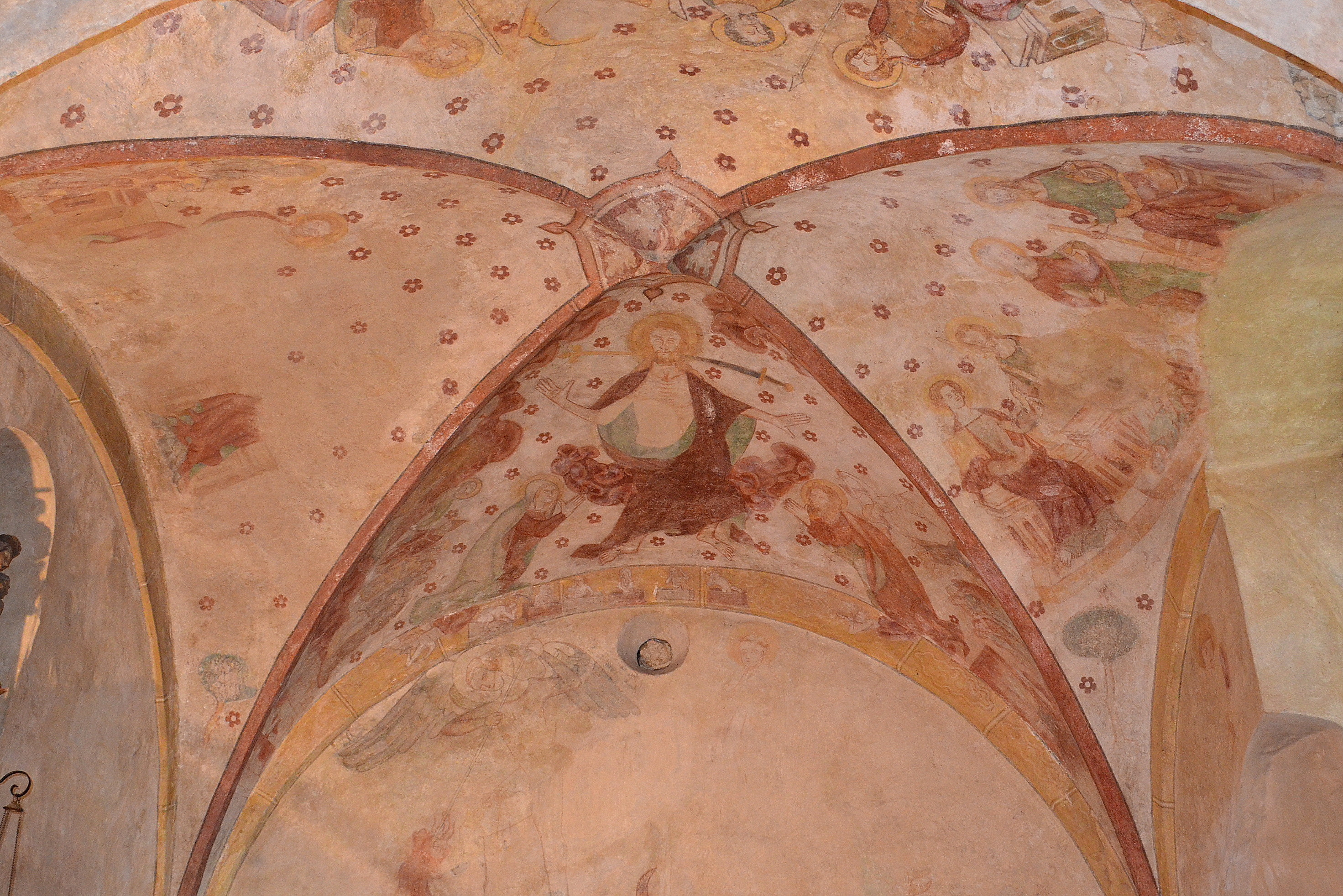
Fresco's koor
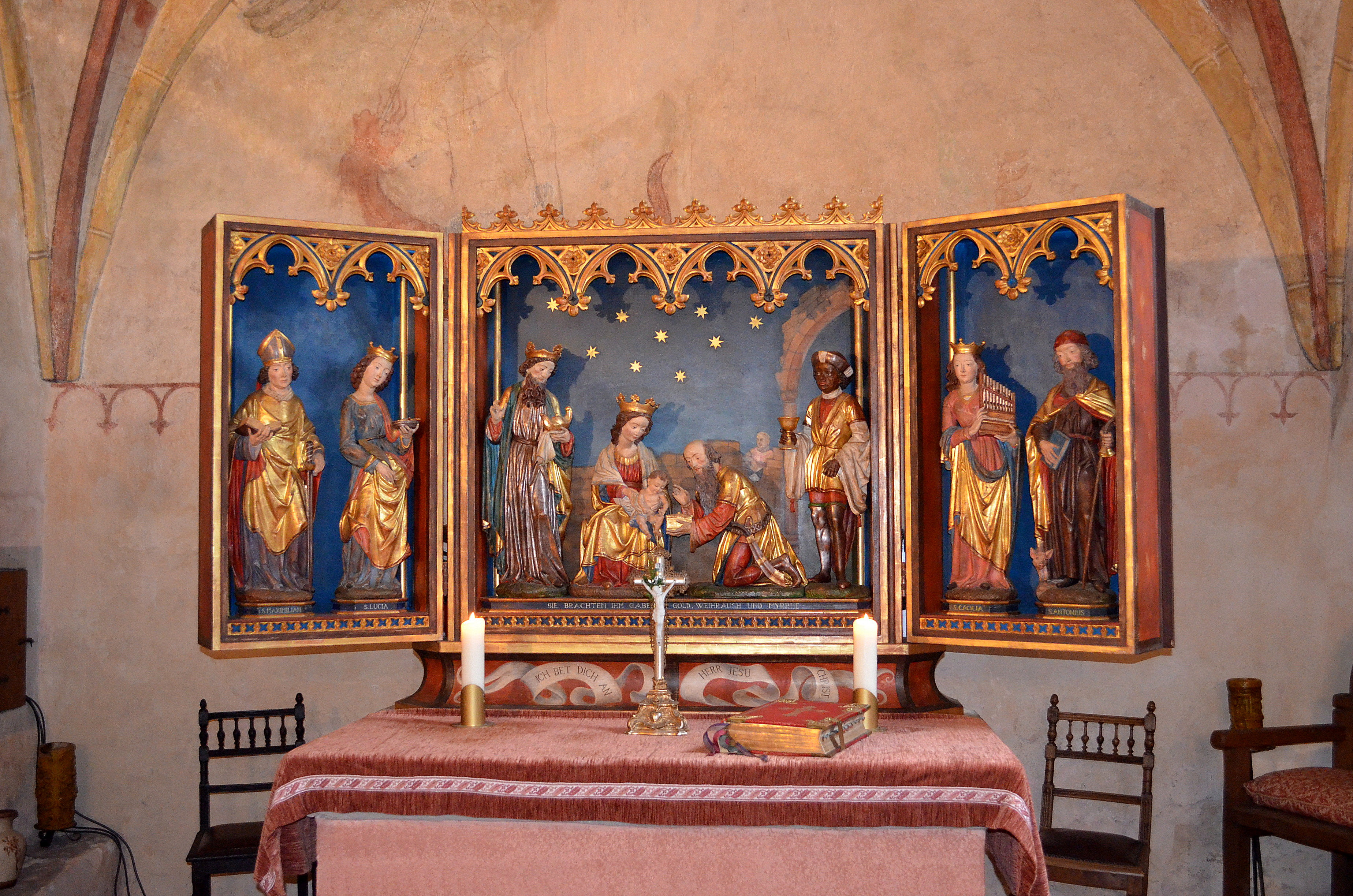
Drieluik koor
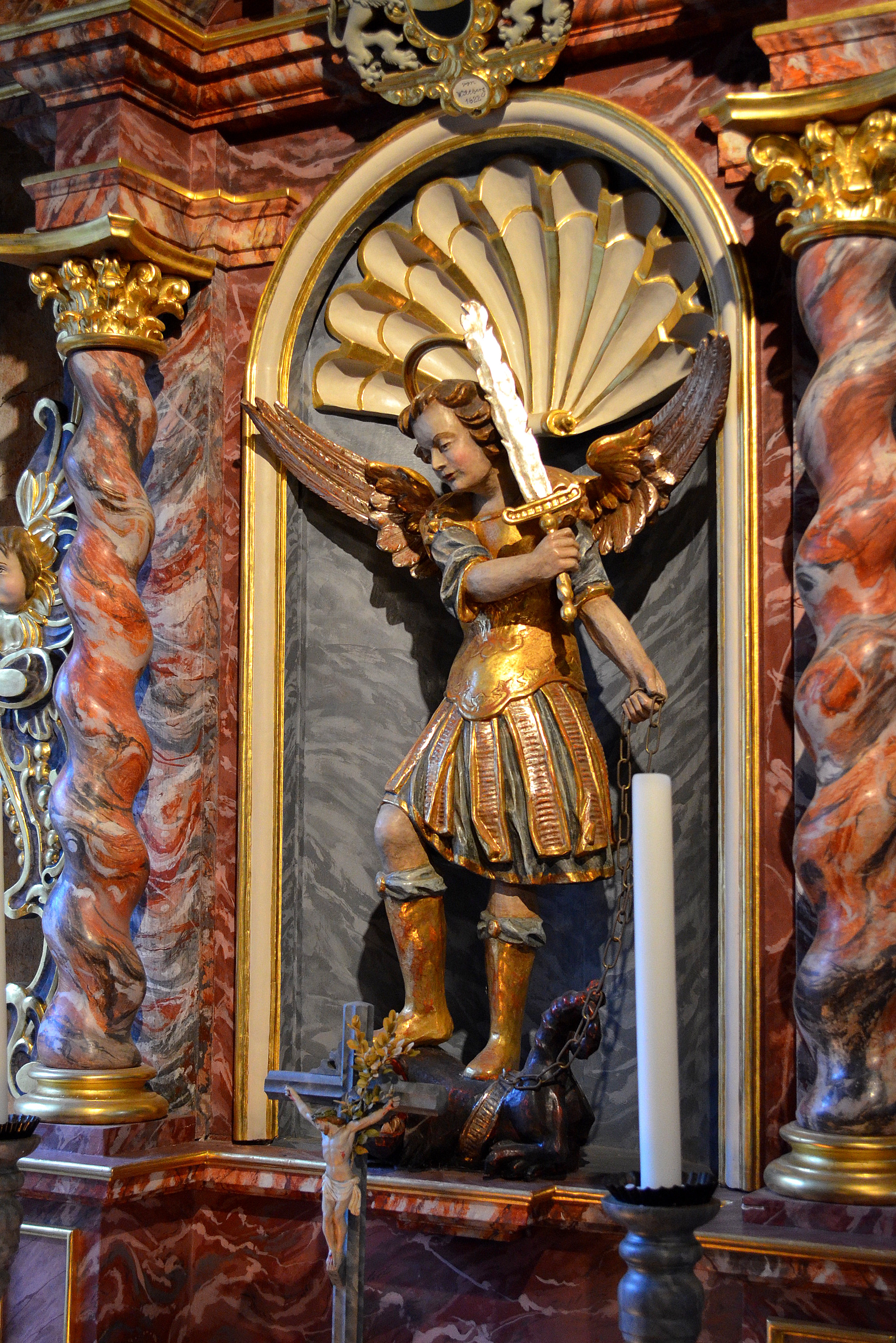
Beeld heilige Michaël (linker zijaltaar)
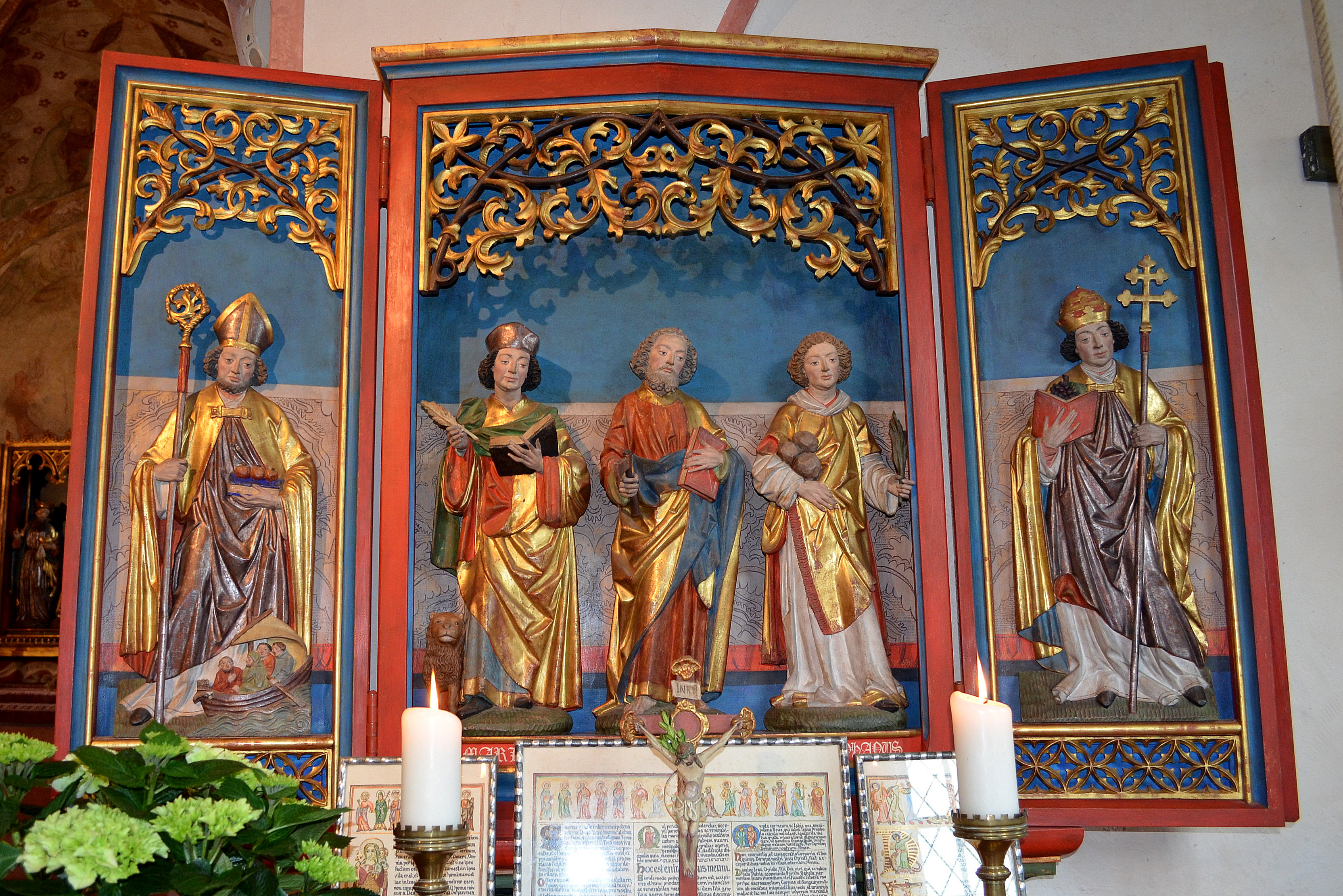
Rechter zijaltaar
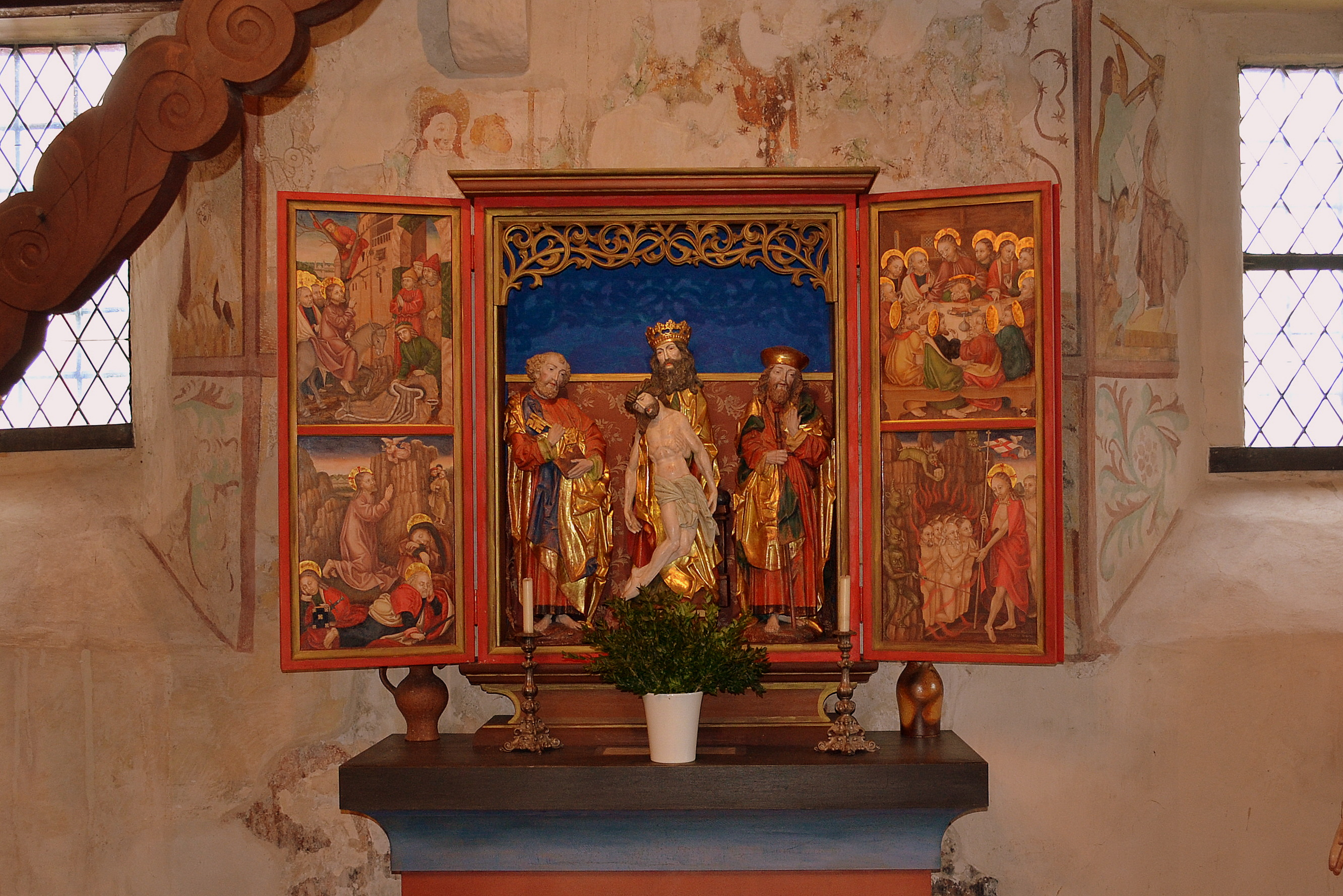
Passie-altaar
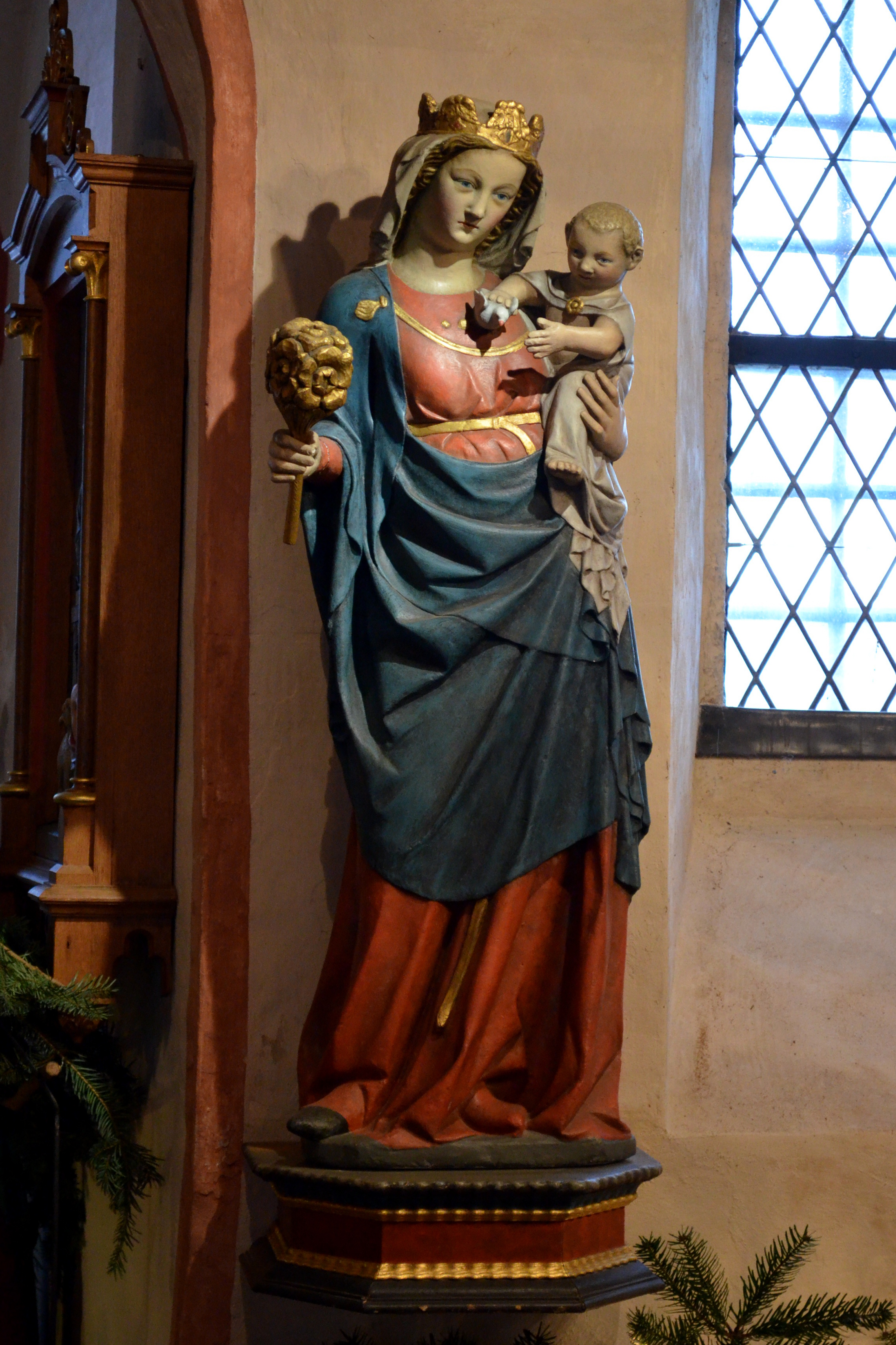
Voormalig altaarbeeld
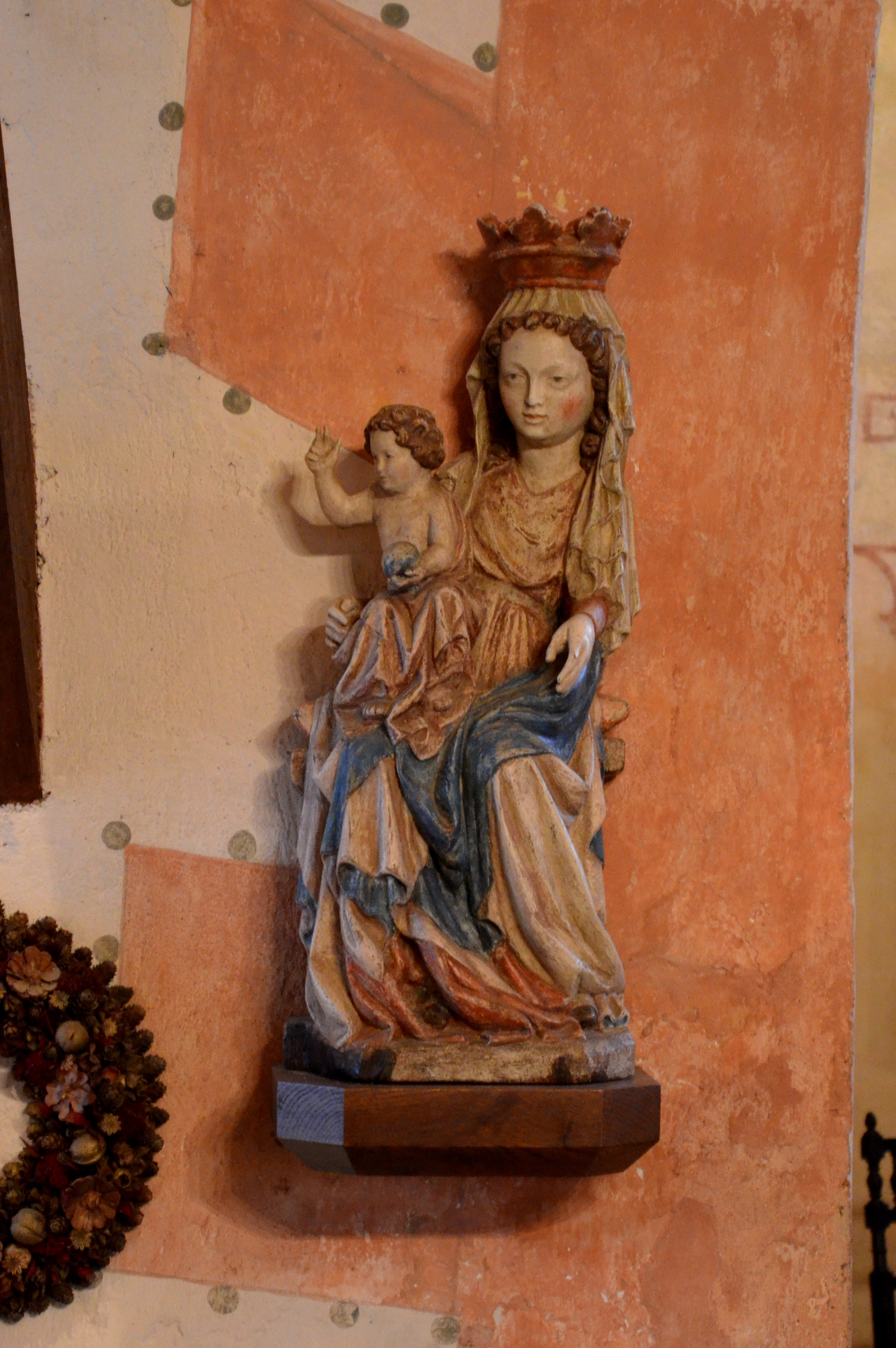
Tronende Maria aan de koorboog